# Ягер, Майя
Майя Ягер (дат. Maja Jager; род. 22 декабря 1991, Nørre Broby, Южная Дания) — датская лучница, выступающая в соревнованиях в стрельбе из олимпийского лука. Участница летних Олимпийских игр 2012 и 2020 годов, чемпионка мира 2013 году, спортсменка года Дании 2013. Она также является двукратным призером Европейских игр и чемпионатов Европы по стрельбе из лука. В июне 2019 года Ягер прошла квалификацию на летние Олимпийские игры 2020 года.

## Биография
Ягер родилась 22 декабря 1991 года в Бробю в семье Яна и Ханне Ягер. Она начала заниматься стрельбой из лука в возрасте восьми лет, а в юности практиковалась на складе в Тильсте. Позже ее тренировал бывший датский олимпийский лучник Оле Гаммельгор.
В 2013 году Ягер переехала в южнокорейский Квесан и стала тренироваться руководством Ким Хён Така, тренера корейской команды по стрельбе из лука на Летних Олимпийских играх 1984 года, в рамках соглашения между Кимом и Датской федерацией стрельбы из лука. Чтобы соответствовать требованиям к проживанию в Южной Корее, она получила степень бакалавра в области инженерии компьютерных систем в Университете Чонвон. Позже Ягер отметила, что в первые несколько месяцев в стране она переживала культурный шок, а изучение корейского языка было самым трудным в ее жизни. После пяти лет в Южной Корее Ягер вернулась в Данию в 2018 году после окончания университета Чонвон, а с 2019 года поступает в аспирантуру Датского технического университета.

## Карьера

### Ранняя карьера (2009—2012)
Ягер впервые выступила за сборную Дании на чемпионате мира по стрельбе из лука 2009 года. Позже она участвовала в чемпионате Европы по стрельбе из лука 2010 года и чемпионате мира по стрельбе из лука 2011 года, где заняла девятое место в личном зачете среди женщин. В следующем году она впервые отправилась на Олимпийские игры в Лондон. Вместе с партнёрами по команде Кариной Кристиансен и Луизой Лорсен в предварительном рейтинговом раунде они установили национальный рекорд Дании — 1946 очков за 216 выстрелов, заняв восьмое место среди двенадцати соревнующихся стран. Победа над Индией в первом раунде плей-офф позволила им выйти в червертьфинал, где они проиграли Южной Кореи.

### Чемпионка мира (2013)
В начале 2013 года Ягер переехала в Южную Корею по приглашению тренера, обладателя золотой олимпийской медали 1984 года Ким Хён Така, одного из двух спортсменов, выбранных Датской федерацией стрельбы из лука для прохождения очных тренировок в стране перед летними Олимпийскими играми 2016 года. Ягер провела шесть месяцев под руководством Кима, после чего отправилась на чемпионат мира 2013 года в Белек. С 2011 года ей не удалось продвинуться дальше 1/16 финала в международных соревнованиях, но уже в предварительном раунде Ягер установила новый рекорд Дании, набрав 1351 очко из максимальных 1440. Очков оказалось достаточно, чтобы пройти восьмой сеяной. Джагер продемонстрировала удивительную серию результатов в раундах на выбывание, победив Ки Бо-бэ и Юн Ок-хи, первый и второй номера мирового рейтинга. Ее соперницей в матче за золотую медаль была Сюй Цзин, завоевавшая серебряную олимпийскую медаль в женских командных соревнованиях в 2012 году. После ничьей по итогам пяти сетов, Ягер в перестрелке с Сюй оказалась точнее на 1 миллиметр и стала чемпионкой мира.
Победа Ягер принесла ей уже вторую медаль чемпионата, а ранее была бронзовая медаль в женском командном зачете с Кариной Кристиансен и Анн Мари Лорсен . Две ее медали способствовали самому успешному выступлению Дании на чемпионате мира за всю историю. Впоследствии она назвала свой переезд в Южную Корею ключом к завоеванию индивидуального титула. За свои достижения она была названа Спортсменкой года Дании 2013 года, опередив гонщика Тома Кристенсена и стендового стрелка Йеспера Хансена. Позже ее титул был признан популяризатором стрельбы из лука в Дании в преддверии чемпионата мира 2015 года в Копенгагене.

### с 2014 года
Ягер вместе с Николаем Вульфом на чемпионате Европы по стрельбе из лука 2014 года выиграли серебро в смешанном командном зачете. Позже она завоевала вторую серебряную медаль на Европейских играх 2015, заняв второе место после Карины Винтер из Германии в индивидуальных соревнованиях. Однако на чемпионате мира 2015 года в июле ей не удалось защитить свой личный титул: она проиграла уже во втором раунде мексиканке Карле Инохосе. В команде также не получилось добраться до медальных разборок: Ягер, Карина Кристиансен и Наташа Бех даже не попали в плей-офф. В июне 2016 года Ягер потерпела поражение от Кристиансен в отборочном олимпийском турнире, потеряв шансы на участие в Олимпийских играх в Рио-де-Жанейро. По итогам Кубка мира она получила право участвовать в домашнем Финале Кубка мира в Оденсе, завоевав серебро в миксте. В индивидуальном первенстве стала пятой.
На чемпионате мира в Мехико в 2017 году Майя Ягер выступила неудачно, выбыв в индивидуальном первенстве уже в первом раунде. В командном турнире она стала девятой. В том же году она приняла участие на этапе Кубка мира в Берлине, где достигла 1/16 финала в индивидуальном первенстве и четвертьфинала в миксте.
На чемпионате Европы по стрельбе из лука Ягер заняла второе место в личном зачете среди женщин после Ясемин Анагёз из Турции, причём исход финала решился в перестрелке. Ягер вместе с Ранди Дегн и Анн Мари Лаурсен на Европейских играх 2019 года выиграли бронзовую медаль в женских командных соревнованиях, но сама Ягер в женском турнире покинула соревнования уже на стадии 1/8 финала. На чемпионате мира в Хертогенбосе Майя Ягер достигла 1/8 финала в индивидуальном первенстве и 1/16 финала в составе женской команды.
В 2021 году датская лучница достигла четвертьфинала на этапе Кубка мира в Париже. Ягер на вторых для себя Олимпийских играх в Токио стала 25-й в рейтинговом раунде. В первом раунде женского индивидуального первенства датская лучница попала на Диананду Чойрунису из Индонезии и победила её со счётом 6:2. В следующем матче против россиянки Ксении Перовой она победить не сумела (3:7).